# Heilung eines Aussätzigen

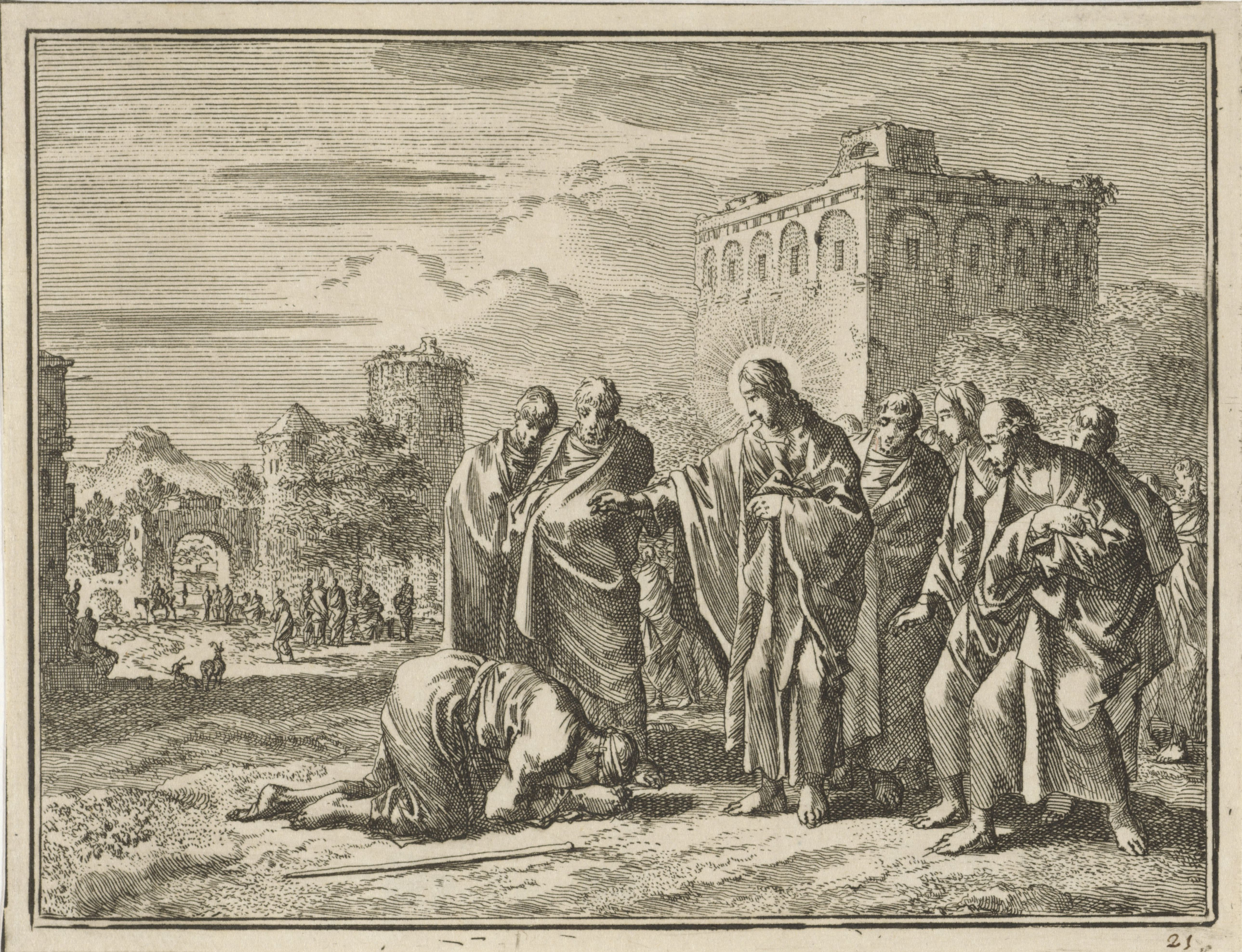
Jan Luyken, Heilung des Aussätzigen, Illustration zum Markusevangelium

Die biblische Erzählung von der Heilung eines Aussätzigen berichtet von Jesu Wunderheilung (eigentlich: Reinigung) eines Aussätzigen durch sein Handauflegen. Die Erzählung findet sich im Markusevangelium (Mk 1,40–45 ), aus dem gemäß der Zweiquellentheorie die Versionen bei Matthäus (Mt 8,1–4 ) und Lukas (Lk 5,12–16 ) entstanden sind.

## Der Wortlaut – Synoptischer Vergleich
| # | Mk 1,40–45                                                                                                   | Lk 5,12–16                                                                                                   | Mt 8,1–4                                                                                                |
| - | --- | --- | --- |
| 1 | Und es kam zu ihm ein Aussätziger, der bat ihn,                                                              | Und es begab sich, als er in einer Stadt war, siehe, da war ein Mann voller Aussatz. Als der Jesus sah,      | Als er aber vom Berge herabging, folgte ihm eine große Menge. 2Und siehe, ein Aussätziger kam heran und |
| 1 | kniete nieder und sprach zu ihm:                                                                             | fiel er nieder auf sein Angesicht und bat ihn und sprach:                                                    | fiel vor ihm nieder und sprach:                                                                         |
| 1 | Herr, willst du, so kannst du mich reinigen.                                                                 | Herr, willst du, so kannst du mich reinigen.                                                                 | Herr, wenn du willst, kannst du mich reinigen.                                                          |
| 2 | Und es jammerte ihn und er streckte die Hand aus, rührte ihn an und sprach zu ihm:                           | Und er streckte die Hand aus und rührte ihn an und sprach:                                                   | Und Jesus streckte die Hand aus, rührte ihn an und sprach:                                              |
| 2 | Ich will’s tun; sei rein!                                                                                    | | |
| 3 | Und sogleich wurde er von seinem Aussatz rein.                                                               | Und sogleich wich der Aussatz von ihm.                                                                       | Und sogleich wich der Aussatz von ihm und er wurde rein.                                                |
| 4 | Und Jesus drohte ihm und trieb ihn alsbald von sich                                                          | – | – |
| 5 | und sprach zu ihm: Sieh zu, dass du niemandem etwas sagst; sondern                                           | Und er gebot ihm, dass er’s niemandem sagen sollte.                                                          | Und Jesus sprach zu ihm: Sieh zu, sage es niemandem, sondern                                            |
| 5 | geh hin und zeige dich dem Priester und opfere für deine Reinigung, was Mose geboten hat, ihnen zum Zeugnis. | geh hin und zeige dich dem Priester und opfere für deine Reinigung, was Mose geboten hat, ihnen zum Zeugnis. | geh hin und zeige dich dem Priester und opfere die Gabe, die Mose befohlen hat, ihnen zum Zeugnis.      |

## Bearbeitungen von Lukas und Matthäus
Bei Lukas und Matthäus lassen sich folgende Bearbeitungen im Gegensatz zu der ursprünglichen Version von Markus feststellen:
1. Sie lassen das „mitleidsvolle Erbarmen“ Jesu weg (vgl. Mk 1,41 EU)
2. Der ganze Vers Mk 1,43 EU fehlt

### Eine weitere Erzählung bei Lukas
Im 17. Kapitel des Lukasevangeliums findet man die Geschichte Heilung von zehn Aussätzigen. Nur „einer aber von ihnen kehrte zurück, als er sah, dass er geheilt war (...).“